# Simon Zimny
Simon Zimny est un footballeur français né le 18 mai 1927 à Divion (Pas-de-Calais), mort le 3 avril 2007 à Reims (Marne). Il a fait l'essentiel de sa carrière comme arrière droit au Stade de Reims. Il est devenu entraîneur à l’issue de sa carrière, tout d’abord de la réserve du Stade de Reims, puis du RC Épernay en Division 3. Il a eu 1 seule sélection en équipe de France de football en 1955, dans un match contre la Suisse.

## Carrière de joueur
- Olympique Hesdin-Marconne
- ASSB Oignies
- US Nœux-les-Mines
- Stade de Reims (1949-1958)
- Stade Français (1958-1960)

## Palmarès
- Champion de France 1953, 1955 et 1958
- Vice-champion de France 1954
- Vainqueur de la Coupe de France 1958
- Vainqueur de la Coupe Latine 1953
- Finaliste de la Coupe Latine 1955
- Finaliste de la Coupe d'Europe des Clubs Champions 1956
- International A (1 sélection en 1955, contre la Suisse)
- 197 matches et un but en Division I (avec le Stade de Reims)